# TTG
TTG（ティーティージー）とは、1970年代後半に中央競馬で活躍した1973年生まれの3頭のサラブレッド（トウショウボーイ、テンポイント、グリーングラス）のイニシャルから名付けられた総称である。
「三強」の呼称が3頭が現役時代の1977年に用いられ、1984年には「Ｔ・Ｔ・Ｇ」と呼称する記事も見られるようになっている為、1978年から1983年までの間でTTGという総称が名付けられたと考えられている。
大川慶次郎が1985年のチャレンジ・ザ・競馬の有馬記念中継の際、過去のレース回顧のときにTTに「Gを足してTTGとしたい」と言ったところから広まった表現である。それゆえに、3頭が現役時代には「TT」と報道されたことはあったが、「TTG」と報道された事実はない。

## 概要
花の47年組と称される1969年生まれ世代に匹敵する最強世代の3頭で、八大競走を7勝、現在のGIに相当する重賞を9勝し、3頭すべてが年度代表馬に選ばれ、トウショウボーイとテンポイントは日本中央競馬会（JRA）の顕彰馬に選出された。また、アクシデントにより種牡馬になれなかったテンポイント以外はGI優勝馬を輩出するなど、実戦だけでなく繁殖でもトップクラスの戦績を残している。
なお、TTGが揃い踏みしたレースでは全てで1着から3着までを独占しており、この3頭の能力が突出していることを示している。

## TTGが戦った主なレース
当項目内での年齢は、当時の標準であった数え年齢で表記する。

### 3歳時（1975年）
トウショウボーイとグリーングラスは4歳デビュー故に、3歳時のTTGの対戦は無い。なお、テンポイントはこの時点で阪神3歳ステークスを制しステークスウィナーの仲間入りを果たしている。

### 4歳時（1976年）
新馬戦（1月31日）
トウショウボーイとグリーングラスのデビュー戦で、且つ初対戦。結果は、トウショウボーイが勝利し、グリーングラスは4着。
なお、当レースにはこの2頭の他、自身も後の重賞勝ち馬で引退後にはトウショウボーイとの間に三冠馬ミスターシービーを産んだ牝馬シービークインも出走している（5着）。
皐月賞
関西の秘密兵器と呼ばれたテンポイントが東上後2連勝、関東の一番手となっていたものの重賞未勝利のトウショウボーイを抑え1番人気となるが、肝心のレースはトウショウボーイが圧倒的なスピードでテンポイントに0秒8差をつけて制す。
当レース後「調教コースに坂が無ければ関東馬には敵わない」とテンポイント陣営が涙ながらに敗戦の弁を述べた事が、後年栗東トレーニングセンターへの坂路調教コース開設に繋がって行き、現在の関西優勢の起因となる。
グリーングラスは厩務員のストライキなどの影響で出走せず。
東京優駿
圧倒的1番人気で望んだトウショウボーイは不利も無く最後の直線に入るものの、加賀武見鞍上のクライムカイザーの奇襲に屈し2着。このレース前に池上昌弘が同馬の弱点をインタビューでしゃべる失態を犯したのと、次走の札幌記念の敗戦が、デビューからコンビを組んできた池上降板の原因となる。
なお、宿命のライバル・テンポイントはそれよりも酷い状態であり、主戦の鹿戸明は落馬負傷で騎乗できなくなったため、後にライバルのトウショウボーイの鞍上を担う武邦彦との急造コンビで挑んだものの、レース中に落鉄してしまい、さらにその落鉄が影響して脚部に余計な負担が掛かったことで骨折を引き起こした。ゴール板まで走り切ったため、競走中止にはならなかったもおの、7着に敗れた。
グリーングラスはトライアルのNHK杯で優先出走権確保を狙うものの、12着惨敗で参戦できなかった。
菊花賞
初のTTG揃い踏み。
単枠指定を受けたトウショウボーイとクライムカイザーを振り切りテンポイント悲願の勝利と思われたが、条件戦を勝利したばかりで低人気だったグリーングラスが内から抜け出して優勝。テンポイントは二着。トウショウボーイは三着に入り、TTGが上位を独占した。
有馬記念
1番人気のトウショウボーイが、武邦彦テン乗りと言うハンデを跳ね返しレコード勝ち。
この時点では無冠の3番人気のテンポイントは第3コーナーから第4コーナーで行き場を失い、最後の直線も差が詰められず2着。グリーングラスは出走せず。
この年、トウショウボーイは年度代表馬と最優秀4歳牡馬に選出された。

### 5歳時（1977年）
天皇賞（春）
京都記念・鳴尾記念と連勝で波に乗ったテンポイントが、見事1番人気に応え悲願のタイトル獲得。だが、トウショウボーイ長期休養中で不参加だった。
なお、当レースにテンポイントと共に出走していたグリーングラスは、体調が思わしくなく4着に敗れる。
宝塚記念
天皇賞（春）を制し打倒トウショウボーイに挑んだ1番人気のテンポイントであったが、有馬記念以来5か月ぶりの出走となるトウショウボーイが武邦彦の絶妙のペース配分で優勝。
なお、 グリーングラスも後続を突き放し3着入線。2度目の上位独占となる。
天皇賞（秋）
トウショウボーイとグリーングラスが激しく競り合い共倒れ。優勝馬はホクトボーイ。
なお、当時の天皇賞は勝ち抜け制であった為、既に天皇賞馬となっているテンポイントには出走権が無かった。グリーングラスは5着。トウショウボーイは7着。
有馬記念
トウショウボーイとテンポイントが激戦を繰り広げた末にテンポイントが勝利。グリーングラスも3着に入り、TTGが3度目の上位独占。
なお、KBS京都とカンテレにはこの回のVTRが保存されている。

この年、テンポイントはメイヂヒカリ以来となる満票での年度代表馬に選出された。

### 6歳時（1978年）
前年にトウショウボーイ引退の上、年明け早々にテンポイントが第25回日本経済新春杯でのアクシデントが元で急死した事から、現役競走馬はグリーングラスのみとなった。そのため、この年以降TTGの対戦は無い。この年の年度代表馬は1歳下のカネミノブ。

### 7歳時（1979年）
この年、グリーングラスは第24回有馬記念を有終の美を飾って引退。年間通して1勝のみであったが、年度代表馬に選出された。ちなみに、7歳での有馬記念制覇はスピードシンボリ以来10年ぶりのことである。

### 対戦成績表
| 年   | 競馬場 | レース名   | テンポイント | トウショウボーイ | グリーングラス | 勝ち馬（二着馬）     |
| ---- | ------ | ---------- | ------------ | ---------------- | -------------- | -------------------- |
| 1976 | 東京   | 4歳新馬    | （未出走）   | 1着（1人）       | 4着（1人）     | （ローヤルセイカン） |
|      | 東京   | 皐月賞     | 2着（1人）   | 1着（2人）       | （未出走）     |                      |
|      | 東京   | 東京優駿   | 7着（2人）   | 2着（1人）       | （未出走）     | クライムカイザー     |
|      | 東京   | 菊花賞     | 2着（3人）   | 3着（1人）       | 1着（12人）    |                      |
|      | 中山   | 有馬記念   | 2着（3人）   | 1着（1人）       | （未出走）     |                      |
| 1977 | 京都   | 天皇賞(春) | 1着（1人）   | （未出走）       | 4着（2人）     | （クラウンピラード） |
|      | 阪神   | 宝塚記念   | 2着（1人）   | 1着（2人）       | 3着（3人）     |                      |
|      | 東京   | 天皇賞(秋) | （未出走）   | 7着（1人）       | 5着（2人）     | ホクトボーイ         |
|      | 中山   | 有馬記念   | 1着（1人）   | 2着（2人）       | 3着（3人）     |                      |

## 同期のG1優勝馬
表記は初制覇が早い順。なお、当時はグレード制移行前の為、八大競走とそれ以外では格式に大きな差があった。

### 八大競走
- テイタニヤ：桜花賞・優駿牝馬
- クライムカイザー：東京優駿
- ホクトボーイ：天皇賞（秋）
- カシュウチカラ：天皇賞（春）

### 八大競走以外
- ボールドシンボリ：朝日杯3歳ステークス
- ジャンボキング：スプリンターズステークス
- ディアマンテ：エリザベス女王杯
- ニッポーキング：安田記念

## 関連資料
- VHSビデオ「T・T・G伝説 トウショウボーイ・テンポイント・グリーングラス」 ソニー・ミュージックエンタテインメント 1992年10月1日発売 ASIN B00005GAEF